# Deutscher Rechtshistorikertag
Der Deutsche Rechtshistorikertag ist eine seit 1927 grundsätzlich alle zwei Jahre stattfindende Fachtagung der deutschsprachigen Rechtshistoriker. Er gilt als wichtigster rechtshistorischer Kongress im deutschsprachigen Raum.

## Geschichte
Der Deutsche Rechtshistorikertag nahm 1927 seinen Ausgangspunkt mit einem Fachkongress der Rechtshistoriker aller Richtungen, der auf Anregung von Heinrich Mitteis in Heidelberg zusammentrat und von Leopold Wenger geleitet wurde. Weitere derartige Tagungen fanden 1929 in Göttingen und 1932 in Jena statt. Ursprünglich war als dritter Tagungsort Graz vorgesehen. Infolge der Bankenkrise musste er jedoch ausfallen, weil aufgrund einer Notverordnung Gebühren für Auslandsreisen angefallen wären. Der Rechtshistorikertag wurde in Form eines Vereins verfestigt. Neben Forschungsbeiträgen auf den klassischen Gebieten der Romanistik, Germanistik und Kanonistik beschäftigte sich der Rechtshistorikertag von Anfang an auch mit der Bedeutung der Rechtsgeschichte für die Juristenausbildung sowie mit dem Keilschriftrecht und dem Recht Ägyptens.
An den folgenden Rechtshistorikertagen in Köln 1934 und Tübingen 1936 wurde im Sinne der nationalsozialistischen Ideologie vor allem die Bedeutung der deutschnationalen Germanistik hervorgehoben. Rassistische Beiträge führten vor allem zu Spannungen mit der eher international ausgerichteten Romanistik. Doch auch Vertreter der letzteren trugen rassistische Beiträge bei. Eine ursprünglich für 1938 in Breslau geplante Tagung wurde auf 1939 verschoben und entfiel dann wegen des Kriegsausbruchs. Nach Ende des Krieges fand 1947 eine erste, kleine Tagung in Magdeburg statt, auf die 1949 ein weiterer offizieller Deutscher Rechtshistorikertag in Heidelberg ausgerichtet wurde, an den sich unmittelbar die Rekonstitution der Vereinigung der Deutschen Staatsrechtslehrer erfolgte. Inhaltlich knüpfte man an die Rechtshistorikertage der späten Weimarer Zeit an. Weitere Tagungen fanden in 1951 in Wien/Gmunden, 1952 in Würzburg und 1954 in Hamburg statt, wo man ebenfalls Normalität und Aufgabenkontinuität zu betonen versuchte. Die Rolle der Rechtsgeschichte im Nationalsozialismus wurde nicht zum Gegenstand von Vorträgen und Kontroversen gemacht; auch eine jenseits der Tagungen geführte Methodendiskussion wurden rasch beigelegt. Beim Rechtshistorikertag in Freiburg im Breisgau 1956 lobte man die stetig wachsende Zahl von Teilnehmern und die wieder hergestellte Internationalität. Insbesondere konnten zu diesem Zeitpunkt noch Rechtshistoriker wie Gertrud Schubart-Fikentscher, Rolf Lieberwirth und Gerhard Buchda aus der DDR teilnehmen. 
Ab dem Bau der Berliner Mauer spiegelten die Rechtshistorikertage vor allem die westliche Wissenschaftsgeschichte des Faches, so etwa die Krise nach 1968 und die Entstehung eines europäischen Forschungsverbundes, ferner die Auflösung der Strikten Trennung von Romanistik und Germanistik sowie die Öffnung zu Methodendiskussionen der Historiker. Nach der Wiedervereinigung fanden in Frankfurt am Main 1992 und 1992 zwei kleinere Tagungen statt, aus denen 1994 auch das Forum junger Rechtshistoriker hervorging. Dieses ist inzwischen paneuropäisch ausgerichtet und findet jährlich statt.
Seit 2008 verleiht der Deutsche Rechtshistorikertag einen Preis für hervorragende Arbeiten von Nachwuchswissenschaftlern, seit 2010 zudem den Hermann Conring-Preis für hervorragende Forschungsleistungen.